# نفرین‌شده (فیلم ۲۰۰۵)
نفرین‌شده (انگلیسی: Cursed) فیلمی آمریکایی در سبک کمدی ترسناک به کارگردانی وس کریون است که در سال ۲۰۰۴ منتشر شد.

## خلاصه داستان
یک گرگینه در لس آنجلس زندگی سه فرد جوان را تحت تأثیر قرار می‌دهد. آن‌ها بعد از اینکه مورد حمله این گرگینه قرار می‌گیرند کم‌کم تغییراتی در خود احساس می‌کنند و …

## بازیگران
- کریستینا ریچی
- جاشوا جکسون
- جسی آیزنبرگ
- جودی گریر
- میا هریسون
- مایکل روزنبام
- میلو ونتیمیگلیا
- پورشه دی راسی
- کریستینا آناپاو
- شانون الیزابت
- درک میرس